# Conringieae
Conringieae es una tribu de plantas pertenecientes a la familia Brassicaceae. El género tipo es Conringia Heist. ex Fabr.

## Géneros
- Conringia Heist. ex Fabr.
- Orychophragmus Bunge
- Zuvanda (F. Dvořák) Askerova